# Paola Inverardi
Paola Inverardi (L'Aquila, 3 novembre 1957) è un'informatica italiana, specializzata nell'ingegneria del software.
Dal 2022 è rettrice del Gran Sasso Science Institute mentre in precedenza, dal 2013 al 2020, era stata rettrice dell'Università degli studi dell'Aquila.

## Biografia
Si laurea in scienze informatiche all'Università di Pisa nel 1981 ed inizia a lavorare nel centro ricerche di Olivetti. Tra il 1984 e il 1994 è ricercatrice presso l'istituto pisano del Consiglio Nazionale delle Ricerche. Nel 1994 è diventata professoressa dell'Università degli studi dell'Aquila guidando, fino al 2000, il corso di Scienze Informatiche, e dal 2001 al 2008 il Dipartimento di informatica dello stesso ateneo. Tra il 2008 e il 2012 è stata nominata preside della facoltà di scienze matematiche, fisiche e naturali, poi confluita nel DISIM (Dipartimento di ingegneria, scienze dell'informazione e matematica) a seguito della riforma Gelmini.
Dal 2013 al 2020 è stata rettrice dell'Università degli studi dell'Aquila. In questo periodo ha sostenuto l'attivazione di una scuola superiore universitaria, denominata Gran Sasso Science Institute, attivata nel 2013 in collaborazione con l'Istituto nazionale di fisica nucleare e resa poi stabile e autonoma dal 2016. Dello stesso istituto, Inverardiardi ha poi svolto funzione di visiting professor. Nel 2022 è infine eletta rettrice del Gran Sasso Science Institute, succedendo nella carica ad Eugenio Coccia.

## Riconoscimenti
Per la sua attività di ricerca nel campo, ha ricevuto, nel 2013, l'IEEE TCSE Distinguished Service Award, ed ha conseguito il dottorato di ricerca honoris causa, nel 2012, presso il Mälardalen University College di Västerås e, nel 2017, presso lo Shibaura Institute of Technology di Tokio.
Dal 2012 è membro di Academia Europæa e fellows di Association for Computing Machinery.
Inverardiardi è inoltre membro del Consiglio Universitario Nazionale.